# Detașament de execuție

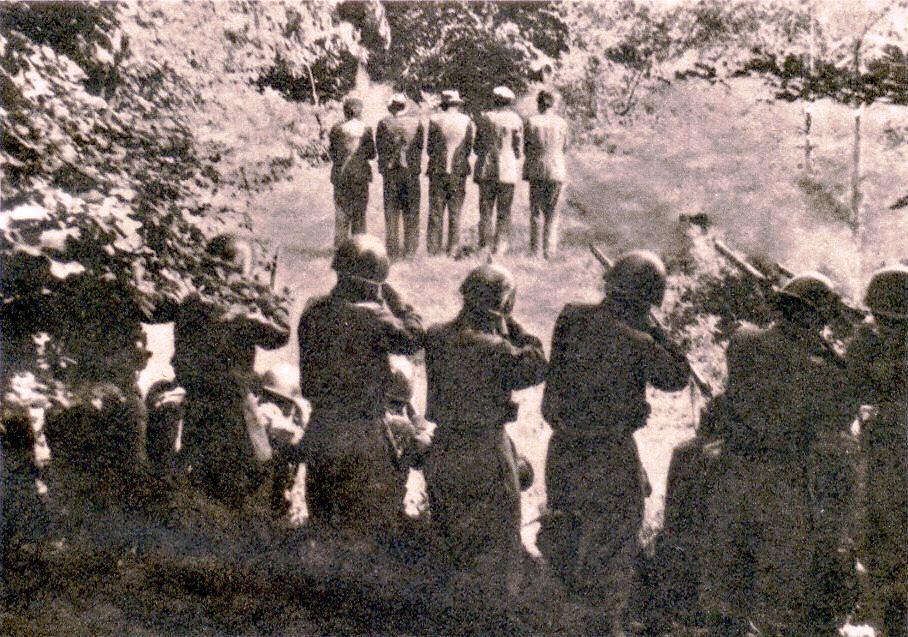
Soldați italieni care împușcă ostatici sloveni. 31 iulie 1942

Un detașament de execuție este un grup armat al cărui principal scop este comiterea de ucideri extrajudiciare, masacre sau dispariții forțate, ca parte a reprimării politice, genocidului, epurării etnice sau terorii revoluționare. În afară de cazurile rare în care sunt formați de o insurgență, guvernele interne sau străine participă activ la, susțin sau ignoră activitățile acestor detașamente.
Detașamentele de execuție se diferențiază de grupurile de asasini prin faptul că sunt organizații permanente, cu un număr mult mai mare de victime, care nu sunt neapărat persoane cunoscute sau proeminente. Alte acte de violență, cum ar fi violul, tortura, incendierea sau atentatele cu bombă, pot fi comise alături de crime. Aceste grupuri pot fi formate din poliție secretă, miliții paramilitare, soldați guvernamentali, polițiști sau diverse combinații ale acestora. De asemenea, pot funcționa ca grupuri de justițiari, vânători de recompense, mercenari sau asasini plătiți. În situațiile în care nu sunt controlate de stat, aceste detașamente pot fi forțe insurgente sau grupuri de crimă organizată, așa cum sunt cele folosite de carteluri.

## Istorie

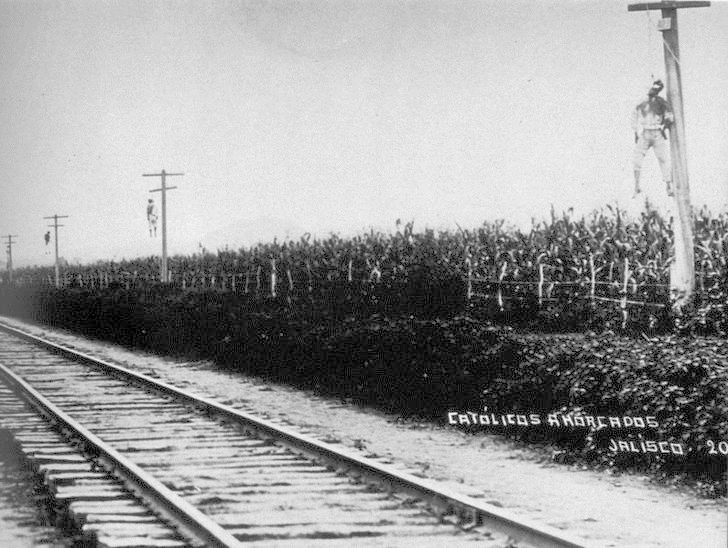
Rebelii Cristero erau spânzurați în mod public pe stâlpi de telegraf în Jalisco, Mexic. Corpurile rămâneau pe poli până când orașul a renunțat la practica religioasă.

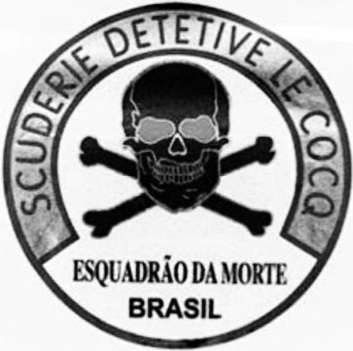
Detașamentul Morții din Brazilia

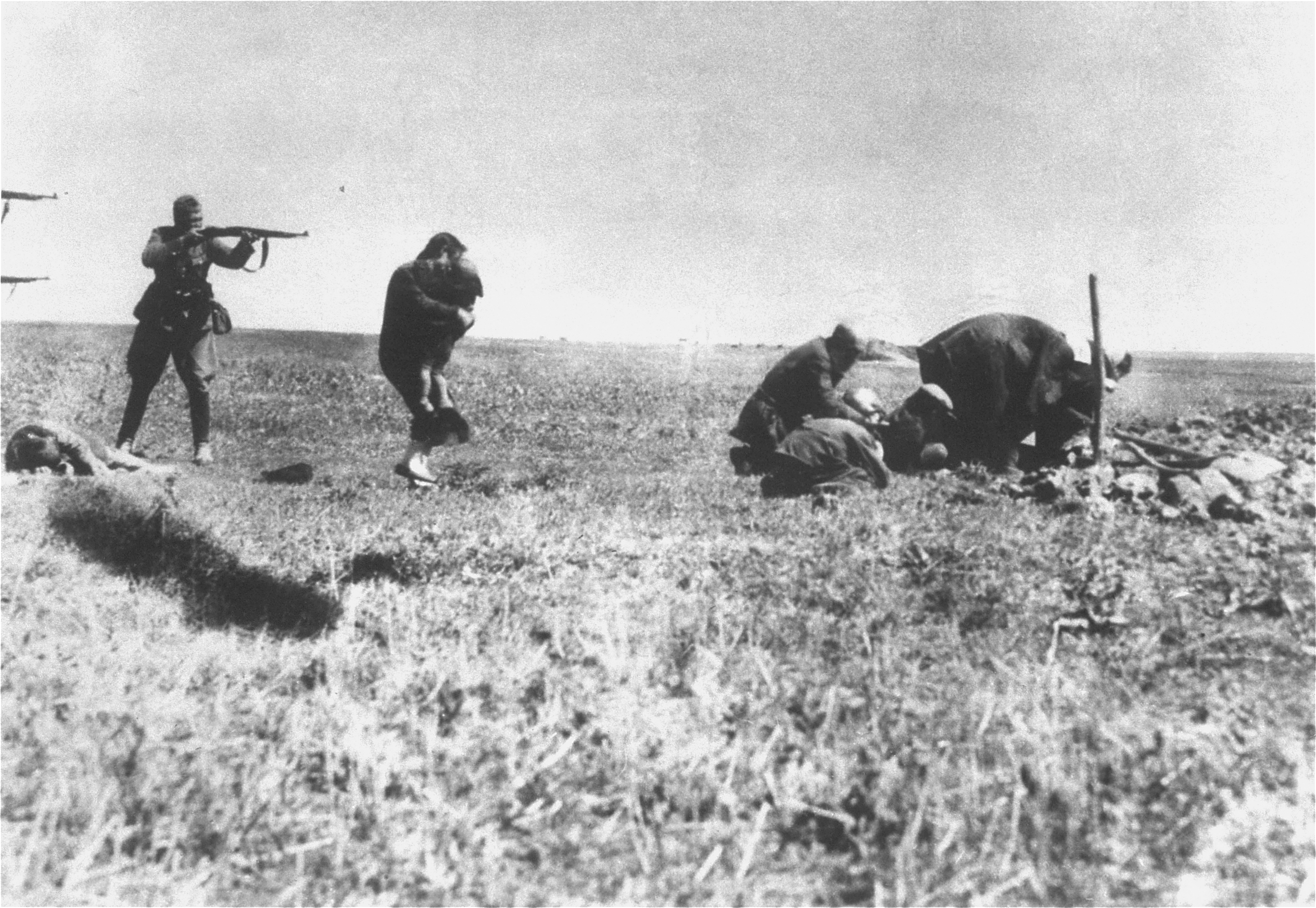
Execuții ale evreilor de către detașamente de execuție ale armatei germane în Ivanhorod, Ucraina, 1942

Deși termenul de „detașament de execuție” nu a fost folosit pe scară largă până când activitățile unor astfel de grupuri nu au devenit cunoscute în America Centrală și de Sud în anii 1970 și 1980, astfel de detașamente au fost folosite sub diverse forme de-a lungul istoriei. Termenul a fost folosit pentru prima dată de Garda de Fier fascistă din România. Aceasta a înființat oficial detașamente de execuție ale Gărzii de Fier în 1936, cu scopul de a elimina inamicii politici.

### Utilizare în Războiul Rece
În America Latină, detașamentele de execuție au apărut prima dată în Brazilia, unde un grup numit Esquadrão da Morte („Detașamentul Morții”) a apărut în anii 1960, apoi s-au răspândit în Argentina și Chile în anii 1970 și au fost folosite ulterior în America Centrală în anii 1980. Argentina a folosit omoruri extrajudiciare pentru a înăbuși opoziția liberală și comunistă față de junta militară în timpul „Războiului Murdar” din anii 1970. De exemplu, Alianza Anticomunista Argentina a fost un detașament de execuție de extremă dreaptă, activ în principal în timpul „Războiului Murdar”.
În timpul Războiului Civil din El Salvador, detașamentele de execuție au devenit notorii după asasinarea arhiepiscopului Óscar Romero de către un lunetist, în timp ce ținea slujba într-o capelă a unui convent, pe 24 martie 1980. În decembrie 1980, trei călugărițe americane și o muncitoare laic, Jean Donovan, au fost violate în grup și ucise de o unitate militară care ulterior a fost descoperită că a acționat la ordin. Detașamentele de execuție au jucat un rol esențial în uciderea a sute de comuniști reali sau suspectați. Preoți care răspândeau teologia eliberării au fost de asemenea vizați. Criminalii au fost soldați ai armatei salvadorene, care primea finanțare și avea consilieri militari americani în timpul administrației Carter. Aceste evenimente au condus la suspendarea temporară a ajutorului militar la sfârșitul mandatului său.
Și în Honduras, detașamentele de execuție au fost active în anii 1980, cel mai notoriu fiind batalionul 316 al armatei. Sute de oameni, profesori, politicieni și lideri sindicali au fost asasinați de forțe susținute de guvern.
În Asia de Sud-Est, omorurile extrajudiciare au fost comise de ambele tabere în timpul Războiului din Vietnam.

### Utilizare recentă
Până în 2010, detașamentele de execuție au continuat să fie active în Cecenia.